# قلعه دختر عروسک
بقایای قلعه دختر عروسک مربوط به دوره ساسانیان است و در شهرستان قیروکارزین، بخش افزر، دهستان افزر، ۵۰۰ متری غرب عروسک، بر روی ارتفاعات مشرف بر روستا واقع شده و با شمارهٔ ثبت ۲۶۶۱۸ به‌عنوان یکی از آثار ملی ایران به ثبت رسیده است.